# Одарка (река)
Ода́рка — река в Спасском районе Приморского края России.
Исток находится на северных склонах хребта Синего Даубихинского, севернее высоты Шпилевой Сопки.
Длина реки 39 км, площадь бассейна 509 км², общее падение реки 623 м. Ширина реки 5-8 м; глубина до 0,4—0,7 м.
Основные притоки: Большая Одарка (левый), Малая Одарка (левый, длина 13 км) и река у села Константиновка (правый приток, длина 16 км).
Населённые пункты в долине реки, сверху вниз: Нововладимировка, Нахимовка (на малых ручьях, правых притоках реки Одарка), Татьяновка, Буссевка, Константиновка (на правом притоке), Хвалынка.
В среднем течении течёт параллельно автодороге Спасск-Дальний — Яковлевка — Варфоломеевка.
Ниже села Буссевка пересекает трассу «Уссури», ниже села Хвалынка пересекает Транссиб.
Впадает в реку Спасовка справа в 5 км выше села Гайворон.